# Alcaucín

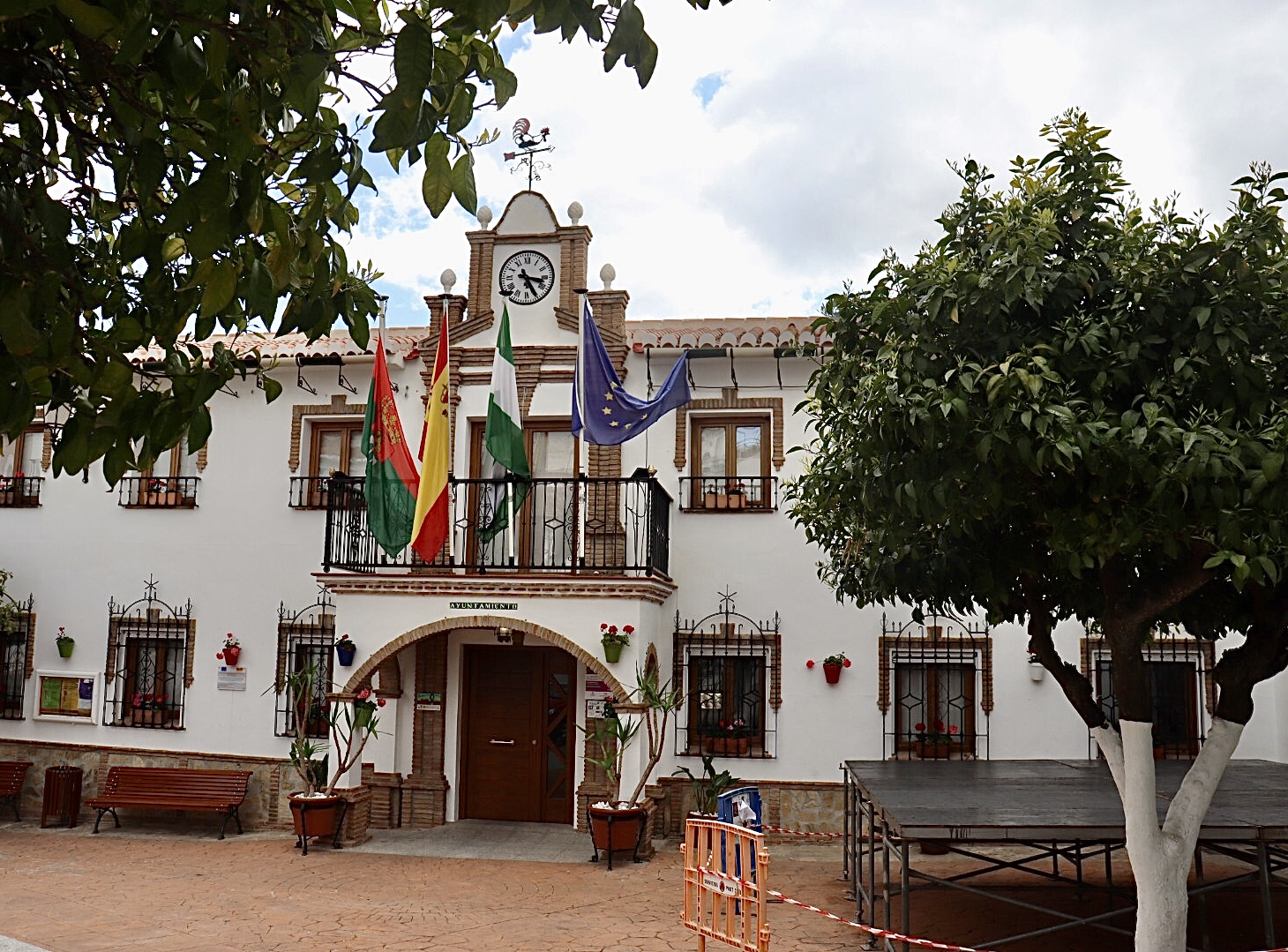
Rathaus

Das weiße Bergdorf Alcaucín liegt in Andalusien im Bezirk Axarquía der Provinz Málaga in Spanien. Das Dorf liegt etwa 54 Kilometer nordöstlich von Málaga und 24 Kilometer nördlich von Torre del Mar. 
Das Ortsgebiet von Alcaucín liegt im Norden der Axarquía und grenzt im Osten an den Naturpark Parque Natural de las Sierras de Tejeda, Almijara y Alhama.
Der Name Alcaucín ist arabischen Ursprungs und bedeutet ‚die Bögen‘. Die Einwohner von Alcaucín werden alcaucineños genannt.

## Politik
| Partei         | 2011      | 2011  | 2015      | 2015  | 2019      | 2019  | 2023      | 2023  |
| Partei         | Stimmen % | Sitze | Stimmen % | Sitze | Stimmen % | Sitze | Stimmen % | Sitze |
| PSOE           | 24,17 %   | 3     | 25,78 %   | 3     | 34,81 %   | 4     | 43,54 %   | 6     |
| PP             | 21,76 %   | 2     | 28,26 %   | 4     | 21,95 %   | 2     | 17,00 %   | 2     |
| Somos Alcaucín | -         | -     | -         | -     | -         | -     | 20,93 %   | 2     |
| PMP            | -         | -     | -         | -     | 11,27 %   | 1     | 10,34 %   | 1     |
| C's            | -         | -     | 27,54 %   | 3     | 30,8 %    | 4     | -         | -     |
| EP-And/PA      | 19,13 %   | 2     | 13,85 %   | 1     |           |       |           |       |
| P.I.T.A.       | 16,04 %   | 2     | –         | -     |           |       |           |       |
| VERDES         | 21,76 %   | 2     | –         | -     |           |       |           |       |
| IULV-CA        | 3,01 %    | -     | 3,52 %    | -     | 0,83 %    | -     |           |       |

Quellen

## Bevölkerungsentwicklung
Quelle

## Sehenswürdigkeiten
- Iglesia de Nuestra Señora del Rosario. Plaza de la Constitución. Schlichte Barockkirche aus dem 18. Jahrhundert, direkt neben dem Rathaus (ayuntamiento) gelegen.
- Ermita de Jesús del Calvario. Calle Calvario. Wallfahrtskapelle mit Friedhof aus dem 18. Jahrhundert.
- Fuente de los cinco caños. Calle La Fuente. Dieser Brunnen vermutlich arabischen Ursprungs befindet sich gleich am Ortsanfang. Er gilt als eines der Wahrzeichen von Alcaucin.
- Castillo de Zalia. Ruinen der Festung von Zalia etwas außerhalb des Dorfes an der Straße nach Granada gelegen.